# زبان اومبری
زبان اومبری زبانی مرده است که در زمان‌های باستان در میان اومبرها -که در اومبریا در ایتالیا می‌زیستند- رواج داشته‌است. در میان زبان‌های ایتالی این زبان از همه بیشتر به زبان اسکی نزدیکی داشته‌است و این دو با هم خانودهٔ زبانی اسکواومبری را پدید می‌آورده‌اند. همچنین زبان‌های چندی شناسایی شده‌اند که نزدیکی فراوانی به زبان اومبری داشته‌اند، این‌ها را در یک خانوادهٔ زبانی به نام زبان‌های اومبری جای‌داده‌اند.
لوحه‌هایی بدین زبان یافت شده‌است. برای نگارش اومبری از الفبای ایتالیک باستان -که خود از الفبای اتروسکی مشتق شده‌بود- بهره می‌بردند. این الفبا از راست به چپ نوشته می‌شد. لوحه‌های یافت‌شده دربرگیرندهٔ ۴ تا ۵هزار واژه به زبان اومبری‌اند.